# Éliminatoires du Championnat d'Europe de football 2000, groupe 9
Cet article donne le calendrier, les résultats des matches ainsi que le classement du groupe 9 des éliminatoires de l'Euro 2000.

## Classement
| Rang | Équipe             | Pts | J  | G  | N | P | Bp | Bc | Diff |  | Résultats (▼ dom., ► ext.) |     |     |     |     |     |     |
| ---- | ------------------ | --- | -- | -- | - | - | -- | -- | ---- |  | -------------------------- | --- | --- | --- | --- | --- | --- |
| 1    | Tchéquie           | 30  | 10 | 10 | 0 | 0 | 26 | 5  | +21  |  | Tchéquie                   |     | 3-2 | 4-1 | 3-0 | 2-0 | 2-0 |
| 2    | Écosse             | 18  | 10 | 5  | 3 | 2 | 15 | 10 | +5   |  | Écosse                     | 1-2 |     | 3-2 | 1-0 | 3-0 | 2-1 |
| 3    | Estonie            | 11  | 10 | 3  | 2 | 5 | 15 | 17 | -2   |  | Estonie                    | 0-2 | 0-0 |     | 1-4 | 1-2 | 5-0 |
| 4    | Bosnie-Herzégovine | 11  | 10 | 3  | 2 | 5 | 14 | 17 | -3   |  | Bosnie-Herzégovine         | 1-3 | 1-2 | 1-1 |     | 2-0 | 1-0 |
| 5    | Lituanie           | 11  | 10 | 3  | 2 | 5 | 8  | 16 | -8   |  | Lituanie                   | 0-4 | 0-0 | 1-2 | 4-2 |     | 0-0 |
| 6    | Îles Féroé         | 3   | 10 | 0  | 3 | 7 | 4  | 17 | -13  |  | Îles Féroé                 | 0-1 | 1-1 | 0-2 | 2-2 | 0-1 |     |

## Résultats et calendrier
| 4 juin 1998 | Estonie                                                            | 5 - 0 | Îles Féroé | Stade de Kadrioru, Tallinn                        |                                                   |
|             | Viikmäe 12e · Reim 40e (pen.) · Terehhov 75e · Oper 86e · Kirs 90e |       |            | Spectateurs : 1 500 Arbitrage : Martin Ingvarsson | Spectateurs : 1 500 Arbitrage : Martin Ingvarsson |

| 19 août 1998 | Bosnie-Herzégovine | 1 - 0 | Îles Féroé | Stade Koševo, Sarajevo                           |                                                  |
|              | Baljić 65e         |       |            | Spectateurs : 20 000 Arbitrage : Tomasz Mikulski | Spectateurs : 20 000 Arbitrage : Tomasz Mikulski |

| 5 septembre 1998 | Lituanie | 0 - 0 | Écosse | Stade Žalgiris (en), Vilnius                     |
|                  |          |       |        | Spectateurs : 4 500 Arbitrage : Constantin Zotta |

| 6 septembre 1998 | Bosnie-Herzégovine  | 1 - 1 | Estonie         | Stade Koševo, Sarajevo                         |                                                |
|                  | Barbarez 74e (pen.) |       | 29e (csc) Hibić | Spectateurs : 14 750 Arbitrage : Charles Agius | Spectateurs : 14 750 Arbitrage : Charles Agius |

| 6 septembre 1998 | Îles Féroé | 0 - 1 | Tchéquie   | Svangaskarð, Toftir                             |                                                 |
|                  |            |       | 87e Šmicer | Spectateurs : 2 589 Arbitrage : Juha Hirviniemi | Spectateurs : 2 589 Arbitrage : Juha Hirviniemi |

| 10 octobre 1998 | Bosnie-Herzégovine | 1 - 3 | Tchéquie                                 | Stade Koševo, Sarajevo                            |                                                   |
|                 | Topić (en) 87e     |       | 12e Baranek (en) · 58e Šmicer · 90e Kuka | Spectateurs : 28 000 Arbitrage : Domenico Messina | Spectateurs : 28 000 Arbitrage : Domenico Messina |

| 10 octobre 1998 | Lituanie | 0 - 0 | Îles Féroé | Stade Žalgiris (en), Vilnius                 |
|                 |          |       |            | Spectateurs : 800 Arbitrage : Charles Schaak |

| 10 octobre 1998 | Écosse                                  | 3 - 2 | Estonie                              | Tynecastle Stadium, Édimbourg                          |                                                        |
|                 | Dodds 70e 85e · Hohlov-Simson 79e (csc) |       | 34e Hohlov-Simson · 76e Smirnov (en) | Spectateurs : 16 930 Arbitrage : Joaquim Bento Marques | Spectateurs : 16 930 Arbitrage : Joaquim Bento Marques |

| 14 octobre 1998 | Tchéquie                                         | 4 - 1 | Estonie        | Na Stínadlech, Teplice                             |                                                    |
|                 | Nedvěd 8e · Berger 20e 38e · Meet (en) 45e (csc) |       | 90+1e Arbeiter | Spectateurs : 13 123 Arbitrage : Eyjólfur Ólafsson | Spectateurs : 13 123 Arbitrage : Eyjólfur Ólafsson |

| 14 octobre 1998 | Lituanie                                 | 4 - 2 | Bosnie-Herzégovine     | Stade Žalgiris (en), Vilnius                           |                                                        |
|                 | Ivanauskas 10e 67e 75e · Baltušnikas 90e |       | 4e Konjić · 68e Baljić | Spectateurs : 1 000 Arbitrage : Manfred Schüttengruber | Spectateurs : 1 000 Arbitrage : Manfred Schüttengruber |

| 14 octobre 1998 | Écosse                 | 2 - 1 | Îles Féroé   | Pittodrie Stadium, Aberdeen                       |                                                   |
|                 | Burley 21e · Dodds 44e |       | 85e Petersen | Spectateurs : 18 517 Arbitrage : Costas Kapitanis | Spectateurs : 18 517 Arbitrage : Costas Kapitanis |

| 27 mars 1999 | Tchéquie                       | 2 - 0 | Lituanie | Na Stínadlech, Teplice                        |                                               |
|              | Horňák 10e · Berger 74e (pen.) |       |          | Spectateurs : 14 658 Arbitrage : Attila Juhos | Spectateurs : 14 658 Arbitrage : Attila Juhos |

| 31 mars 1999 | Lituanie         | 1 - 2 | Estonie          | Stade Žalgiris (en), Vilnius                        |                                                     |
|              | Fomenka (en) 83e |       | 49e 77e Terehhov | Spectateurs : 2 000 Arbitrage : Alfredo Trentalange | Spectateurs : 2 000 Arbitrage : Alfredo Trentalange |

| 31 mars 1999 | Écosse   | 1 - 2 | Tchéquie                       | Celtic Park, Glasgow                                |                                                     |
|              | Jess 68e |       | 27e (csc) Elliott · 35e Šmicer | Spectateurs : 44 513 Arbitrage : Kim Milton Nielsen | Spectateurs : 44 513 Arbitrage : Kim Milton Nielsen |

| 5 juin 1999 | Bosnie-Herzégovine | 2 - 0 | Lituanie | Stade Koševo, Sarajevo                               |                                                      |
|             | Kodro 26e · Bolić  |       |          | Spectateurs : 6 100 Arbitrage : Arturo Daudén Ibáñez | Spectateurs : 6 100 Arbitrage : Arturo Daudén Ibáñez |

| 5 juin 1999 | Estonie | 0 - 2 | Tchéquie                | Stade de Kadrioru, Tallinn                           |                                                      |
|             |         |       | 45e Berger · 86e Koller | Spectateurs : 2 925 Arbitrage : Juan Ansuátegui Roca | Spectateurs : 2 925 Arbitrage : Juan Ansuátegui Roca |

| 5 juin 1999 | Îles Féroé    | 1 - 1 | Écosse       | Svangaskarð, Toftir                           |                                               |
|             | H. Hansen 86e |       | 38e Johnston | Spectateurs : 4 101 Arbitrage : Philippe Kalt | Spectateurs : 4 101 Arbitrage : Philippe Kalt |

| 9 juin 1999 | Tchéquie                          | 3 - 2 | Écosse                     | Stade Letná, Prague                           |                                               |
|             | Řepka 65e · Kuka 75e · Koller 87e |       | 30e Ritchie · 62e Johnston | Spectateurs : 21 149 Arbitrage : Hellmut Krug | Spectateurs : 21 149 Arbitrage : Hellmut Krug |

| 9 juin 1999 | Estonie | 1 - 2 | Lituanie                                  | Stade de Kadrioru, Tallinn                       |                                                  |
|             | Oper 8e |       | 52e Ramelis (en) · 56e Maciulevičius (en) | Spectateurs : 1 500 Arbitrage : Hermann Albrecht | Spectateurs : 1 500 Arbitrage : Hermann Albrecht |

| 9 juin 1999 | Îles Féroé   | 2 - 2 | Bosnie-Herzégovine | Svangaskarð, Toftir                         |                                             |
|             | Arge 37e 48e |       | 13e 50e Bolić      | Spectateurs : 4 800 Arbitrage : Peter Jones | Spectateurs : 4 800 Arbitrage : Peter Jones |

| 4 septembre 1999 | Bosnie-Herzégovine | 1 - 2 | Écosse                    | Stade Koševo, Sarajevo                            |                                                   |
|                  | Bolić 23e          |       | 13e Hutchison · 45e Dodds | Spectateurs : 15 600 Arbitrage : Nikolaï Levnikov | Spectateurs : 15 600 Arbitrage : Nikolaï Levnikov |

| 4 septembre 1999 | Îles Féroé | 0 - 2 | Estonie                | Svangaskarð, Toftir                           |                                               |
|                  |            |       | 88e Reim · 90e Piiroja | Spectateurs : 2 300 Arbitrage : Edo Trivković | Spectateurs : 2 300 Arbitrage : Edo Trivković |

| 4 septembre 1999 | Lituanie | 0 - 4 | Tchéquie                        | Stade Žalgiris (en), Vilnius                 |                                              |
|                  |          |       | 60e 63e Nedvěd · 69e 90e Koller | Spectateurs : 4 500 Arbitrage : Jacek Granat | Spectateurs : 4 500 Arbitrage : Jacek Granat |

| 8 septembre 1999 | Tchéquie                                      | 3 - 0 | Bosnie-Herzégovine | Na Stínadlech, Teplice                             |                                                    |
|                  | Koller 26e · Berger 59e (pen.) · Poborský 67e |       |                    | Spectateurs : 10 112 Arbitrage : Karl-Erik Nilsson | Spectateurs : 10 112 Arbitrage : Karl-Erik Nilsson |

| 8 septembre 1999 | Estonie | 0 - 0 | Écosse | Stade de Kadrioru, Tallinn                     |
|                  |         |       |        | Spectateurs : 4 500 Arbitrage : Fritz Stuchlik |

| 8 septembre 1999 | Îles Féroé | 0 - 1 | Lituanie         | Tórsvøllur, Tórshavn                      |                                           |
|                  |            |       | 55e Ramelis (en) | Spectateurs : 680 Arbitrage : Eric Romain | Spectateurs : 680 Arbitrage : Eric Romain |

| 5 octobre 1999 | Écosse             | 1 - 0 | Bosnie-Herzégovine | Ibrox Stadium, Glasgow                        |                                               |
|                | Collins 26e (pen.) |       |                    | Spectateurs : 30 574 Arbitrage : Leif Sundell | Spectateurs : 30 574 Arbitrage : Leif Sundell |

| 9 octobre 1999 | Tchéquie                     | 2 - 0 | Îles Féroé | Stade Letná, Prague                          |                                              |
|                | Koller 11e · Verbíř (en) 84e |       |            | Spectateurs : 21 362 Arbitrage : Marcel Lică | Spectateurs : 21 362 Arbitrage : Marcel Lică |

| 9 octobre 1999 | Estonie | 1 - 4 | Bosnie-Herzégovine     | Stade de Kadrioru, Tallinn                  |                                             |
|                | Oper 4e |       | 42e 57e 67e 87e Baljić | Spectateurs : 800 Arbitrage : Roelof Luinge | Spectateurs : 800 Arbitrage : Roelof Luinge |

| 9 octobre 1999 | Écosse                                     | 3 - 0 | Lituanie | Hampden Park, Glasgow                         |                                               |
|                | Hutchison 48e · McSwegan 50e · 89e Cameron |       |          | Spectateurs : 22 059 Arbitrage : Stéphane Bré | Spectateurs : 22 059 Arbitrage : Stéphane Bré |